# Keld Bak
Keld Egon Bak (Hammer, 7 juni 1944) is een voormalig voetballer uit Denemarken, die speelde als aanvaller. Hij beëindigde zijn loopbaan in 1977 bij de Deense club waar hij ook zijn loopbaan in 1965 was begonnen, Næstved IF.

## Interlandcarrière
Bak speelde in totaal veertien officiële interlands (drie goals) voor Denemarken. Onder leiding van bondscoach Poul Petersen maakte hij zijn debuut op 30 november 1966 in de EK-kwalificatiewedstrijd tegen Nederland (2-0) in Rotterdam, net als Henning Munk Jensen (Aalborg). Bak nam met zijn vaderland deel aan de Olympische Spelen 1972 in West-Duitsland, waar hij tweemaal scoorde in de wedstrijd tegen Marokko (3-1) in Passau.